# مقدس اردبیلی
احمد بن محمد اردبیلی نجفی، معروف به مقدس اردبیلی یا محقق اردبیلی، عالم و فقیه شیعه امامیه در قرن دهم هجری بود. او در محلهٔ نیار شهر اردبیل به دنیا آمد. او از شاگردان جلال‌الدین دوانی بود.

## تحصیل
فراگیری علوم دینی را از دوران کودکی آغاز کرد. پس از گذراندن دروس مقدماتی، به نجف رفت و علوم نقلی و فقه را از سید علی صائغ فرا گرفت.
پس از مدتی، به شیراز مهاجرت کرد و نزد جمال‌الدین محمود به تحصیل علوم عقلی مشغول گردید. وی در زهد و تقوا به درجه‌ای رسید که به «مقدس» شهرت یافت و در تحقیق و ژرف‌نگری علمی به اندازه‌ای تبحر داشت که به «محقق» معروف شد.

## تألیفات
- استیناس المعنویة[۳]
- بحرالمناقب
- حاشیه بر شرح تجرید
- حدیقة الشیعة (در انتساب این کتاب به محقق تردیدهایی وجود دارد)[۴]
- رساله خراجیه
- زبدة البیان فی آیات الاحکام
- مقالة فی الامر بالشی[۵]
- مناسک حج (فارسی)
- اثبات واجب و اصول الدین (به زبان فارسی)
- مجمع الفایدة و البرهان فی شرح ارشاد الاذهان[۶]

## در دربار صفوی
وی از جمله عالمانی است که در پرتو رابطه با دربار صفوی در گسترش تشیع و حل مشکلات شیعیان تلاش‌های فراوانی را به ثمر نشاند. هر چند که او به در خواست شاه عباس صفوی برای ترک نجف و مهاجرت به ایران پاسخ منفی داد، برای مصالح تشیع و شیعیان همواره به دربار صفوی تذکراتی می‌داد که تاریخ برخی از آن وقایع را نقل کرده‌است.

## در گفتار دیگران
سید مصطفی تفرشی از معاصران او می‌نویسد:
«امرش در جلالت و اطمینان و امانت مشهورتر از آن است که ذکر شود و بالاتر از آن است که عبارتی بتواند آن را وصف کند. او متکلمی فقیه و عظیم‌الشأن و جلیل‌القدر و بلند منزلت و با ورع‌ترین شخص زمانش و عابدترین و با تقواترین آنها بود.»
شیخ حر عاملی می‌نویسد:
«احمد بن محمد اردبیلی عالمی فاضل، محققی عابد، مورد اطمینان و پارسا، عظیم‌الشأن و جلیل‌القدر و معاصر شیخ بهایی بود».

## درگذشت
اردبیلی در رجب سال ۹۹۳ در نجف درگذشت و در کنار حرم علی بن ابیطالب به خاک سپرده شد.
ابیات زیر سر در مقبره مقدس اردبیلی نقش بسته‌است:
| تا نجف شد آفتاب دین و دولت را مقام |  | خاک او دارد شرف بر زمزم بیت الحرام |